# День внутренних войск МВД России
День Внутренних войск МВД России — с 1996 по 2017 гг. являлся профессиональным праздником всех военнослужащих и гражданского персонала внутренних войск Министерства внутренних дел Российской Федерации. День ВВ МВД отмечался в РФ ежегодно, 27 марта. Был нерабочим днём для военнослужащих и гражданского персонала ВВ, даже если, в зависимости от года, не попадал на выходной. Указом Президента Российской Федерации от 16 января 2017 года №10 этот день переименован в День войск национальной гвардии Российской Федерации (Росгвардии), который празднуется ежегодно 27 марта.

## История и празднование
День внутренних войск МВД России отмечался согласно Указу президента РФ Бориса Николаевича Ельцина № 394 «Об установлении Дня внутренних войск Министерства внутренних дел Российской Федерации», который был подписан в Кремле 19 марта 1996 года. В этом президентском указе, в частности говорилось:

«Учитывая роль внутренних войск Министерства внутренних дел Российской Федерации в защите интересов личности, общества и государства от преступных и иных противоправных посягательств, постановляю: Установить День внутренних войск Министерства внутренних дел Российской Федерации и отмечать его 27 марта».

Решение об учреждении профессионального праздника солдат правопорядка было принято в начале 1996 года на основании многочисленных публикаций военного историка Сысоева Николая Георгиевича, тогда подполковника и заместителя начальника Центрального музея ВВ МВД РФ по научной работе. Ему же было поручено подготовить проекты учредительных документов для установления торжественного дня.  Празднование Дня внутренних войск МВД России исторически связано с несколькими указами Александра I о реорганизации гарнизонных подразделений армии и создании на их базе Внутренней стражи — далекой предшественницы Внутренних войск. Так, 16 (28) января 1811 г. император утвердил основополагающий указ , направленный на кардинальное реформирование гарнизонных подразделений армии, на которые возлагались военно-охранительные функции внутри государства. Согласно этому документу в губернских городах создавались внутренние гарнизонные полубатальоны (впоследствии батальоны). В нем, в частности, особо подчеркивалось, что «сим образом составленные внутренние двухротные полубатальны, находясь в совершенном воинском ведении и порядке, будут отправлять все то служение, которое для охранения внутреннего спокойствия нужно…». Один из заключительных указов — от 27 марта (8 апреля) 1811 г. — «О устройстве инвалидных рот и команд…» с местом дислокации в уездных городах и подчинением командирам внутренних гарнизонных батальонов, явился завершающим в формировании внутренней стражи. Такая параллель может показаться странной, если не знать, что в начале 19 в. слово «инвалид» имело то же значение, что и современное слово «ветеран» (лат. veteranus — от vetus — старый) — солдат, отслуживший определенный срок в армии или во флоте). В эти подразделения переводились из боевых частей военнослужащие, отслужившие в строю 15 и более лет, для дослуживания установленного в те времена 25-летнего срока.
27 марта (9 апреля) 1911 г. на государственном уровне, торжественно был отмечен 100-летний юбилей местных войск и конвойной стражи, переформированных из внутренней стражи в результате военной реформы 1860-х — 1870-х гг.
Уже традиционно, в День внутренних войск МВД Российской Федерации, руководство страны и высшие чины МВД РФ поздравляли своих подчинённых с этим профессиональным праздником, а наиболее отличившиеся военнослужащие отмечались государственными и ведомственными наградами, досрочными воинскими званиями, памятными подарками, правительственными грамотами и благодарностями командования.
Праздник переименован Указом Президента России 16 января 2017 года на День войск национальной гвардии Российской Федерации, который отмечается так же 27 марта.